# Говард Енделмен
Говард Енделмен (англ. Howard Endelman; нар. 30 липня 1965) — колишній американський тенісист.
Найвищу одиночну позицію світового рейтингу — 609 місце досяг 14 липня 1986, парну — 183 місце — 25 липня 1988 року.

## Титули на челленджерах

### Парний розряд: (2)
| Ранг | Рік  | Турнір             | Покриття | Партнер       | Суперники                                | Рахунок       |
| ---- | ---- | ------------------ | -------- | ------------- | ---------------------------------------- | ------------- |
| 1.   | 1988 | Діжон, Франція     | Килим    | Ґевін Пфіцнер | Міхня Йон-Нестасе Фернандо Перес Паскаль | 7–6, 6–7, 6–4 |
| 2.   | 1989 | Chicoutimi, Канада | Ґрунт    | Джон Собел    | Карстен Браш Віллі Оттен                 | 3–6, 6–4, 6–4 |